# Xã Spring Coulee, Quận Mountrail, Bắc Dakota
Xã Spring Coulee (tiếng Anh: Spring Coulee Township) là một xã thuộc quận Mountrail, tiểu bang Bắc Dakota, Hoa Kỳ. Năm 2010, dân số của xã này là 39 người.